# Baileyton (Tennessee)
Baileyton – miasto w Stanach Zjednoczonych, w stanie Tennessee, w hrabstwie Greene.